# Мифы Лаконики

## Введение
Хотя в Лаконике не родился никто из богов (есть лишь намёк на рождение Ареса), культ их был велик. В Спарте существовало множество культов героев, в том числе и не связанных с ней.
Мифы о божественных близнецах восходят к микенской, а гипотетически и к индоевропейской эпохе.
Первую династию царей основал автохтон Лелег, вторую — сын Зевса Лакедемон, третью династию — Менелай (потомок Зевса), четвёртая и пятая династии Гераклидов (основанные близнецами Еврисфеном и Проклом) правили уже в исторический период.
- Зевс. Таигета родила от него Лакедемона, некая Европа — Карнея, а Леда (либо Немесида в Аттике) — Елену и Полидевка.
- Геракл. Согласно мифу, он покорил Спарту только после весьма тяжёлой войны, победив Гиппокоонта. Здесь отразились воспоминания о вторжении Гераклидов несколько поколений спустя, представленные как «Возвращение на родину», ранее уже покорённую Гераклом.
- Аполлон. Культ древний, связанный с мифами о его возлюбленных Гиацинте и Карнее.
- Артемида. Культ важен, связан с мифами о Филоное и Таигете.
- Гермес. Участвует в воспитании Диоскуров и похищении Елены.
- Дионис. Персонаж скорее периферийный. По версии, воспитан в городе Брасии в Лаконике. Дорогу в Спарту ему указал Колон.
- Посейдон. Связан с мысом Тенар, где рождается его сын Евфем.
- Афина. Один из известных храмов — Афины Меднодомной, но чёткой связи с мифами нет.

## Топонимика
Град населявших великий, лежащий меж гор Лакедемон,

Фару, Спарту, стадам голубиным любезную Мессу;

В Брисии живших мужей и в веселых долинах Авгии,

Живших Амиклы в стенах и в Гелосе, граде приморском;

Град населяющих Лаас и окрест Этила живущих;

Сих Агамемнона брат, Менелай, знаменитый воитель,

Вел шестьдесят кораблей, но отдельно на бой ополчался;— Гомер, Илиада, II 581—587 (перевод Н. И. Гнедича)
- Амиклы. Город[1]. Их называют «молчаливыми»[2].
- Еврот. Река[3]. Её уподобляют быку[4].
- Иас. Городок на границе Лаконской области[5].
- Лакедемон. Город[6].
- Лакедемоняне.[7]
- Лаконика. Страна[8].
- Лас. Город, его взяли Диоскуры и стали называться Лаперсы[9]. Las[англ.]
- Малея. Мыс[10].
- Пирриха. Город в Лаконии с культом Силена[11].
- Спарта. Город[12]. Пиндар называет Спарту «апойкией» дорийцев («выселки Дориды» в переводе)[13]. Согласно Тимагору, спарты, изгнанные в Лаконику, дали имя Спарте[14].
- Тенар. (Тенарон) Мыс[8] Посейдон обменял Пифон на Тенар с Аполлоном[15].
- Ферапна. (Терапна.) Местечко[16]. Предполагается анатолийская этимология слова терапон[17] В микенских текстах te-ra-po-ti (ферапонт, «слуга»)[18].
- Форнак. Село в Лаконике, со святилищем Аполлона[19]. У Гесихия слово форнак — кипрское соответствие гипоподион («подножие, скамейка для ног»)[20].
- Минии. Потомки аргонавтов. Бежали с Лемноса в Лакедемон, затем в Трифилию и поселились около Арены. Некоторые отплыли с Фером (сыном Автесиона) к острову Фера[21]. См. Полиэн. Стратегемы VIII 71 (брак миниев с лаконянками)

## Царские династии
- Алким (Алким Могучий). Сын Гиппокоонта, святилище в Спарте[22].
- Алкиной. Сын Гиппокоонта. Убит Гераклом[23].
- Алкон. Сын Гиппокоонта. Участник Калидонской охоты[24][25]. Убит Гераклом[23]. Его святилище в Спарте[26].
- Амикл.
- Аногон (Анаксий). Сын Кастора и Гилаиры[27]. По Павсанию — Анаксий, его статуя в Аргосе[28], изображен на троне в Амиклах[29].
- Аргал. Сын Амикла, царь Спарты[30].
- Батея (Bateia[англ.]). Наяда. Жена Эбала[31].
- Букол. Сын Гиппокоонта, убит Гераклом[23].
- Гиацинт (мифология).
- Гилаира (Гилаейра). (Гилайера) Дочь Левкиппа[32]. Согласно «Киприям», дочь Аполлона[33]. Была жрицей Артемиды и невестой Линкея[34]. Жена Полидевка (?)[35]. Статуя в Аргосе вместе с мужем и сыном[28].
- Гиппокоонт.
- Гиппокорист. Сын Гиппокоонта, убит Гераклом[23].
- Гиппофой. Сын Гиппокоонта. Убит Гераклом[23].
- Деифоб. Сын Ипполита. Из Амикл. Очистил Геракла от скверны после убийства Ифита[36][37].
- Диомеда. Дочь Лапифа. Жена Амикла[38].
- Дион. Спартанский царь, в благодарность за гостеприимство его жены Аполлон наделил её трех дочерей даром пророчества[39]. Фигура неясная, не входит в последовательный список царей.
- Диоскуры.
- Дориклей. Сын Гиппокоонта, убит Гераклом[23].
- Доркей («Зоркий»). Сын Гиппокоонта, святилище в Спарте. По его имени источник Доркея[22].
- Евмед. Сын Гиппокоонта. Могильный памятник в Спарте рядом со статуей Геракла[40].
- Еврит. Сын Гиппокоонта[41], убит Гераклом[23].
- Еврот.
- Евтих. Сын Гиппокоонта, убит Гераклом[23].
- Елена Прекрасная.
- Икарий (отец Пенелопы).
- Ипполит. Отец Деифоба. Из Амикл[1].
- Кастор.
- Кинорт.
- Клеохария (Клеохария). Наяда, жена Лелега, мать Еврота[38].
- Лакедемон.
- Лаперсы. Эпитет Диоскуров[42].
- Лапиф. Из Спарты. Отец Диомеды[43][44] В его честь назван Лапифеон на Тайгете[45].
- Левкипп (сын Гиппокоонта). Участник Калидонской охоты[25][46].
- Левкиппиды. Дочери Левкиппа. Согласно «Киприям», дочери Аполлона. Так же называются их жрицы в Спарте[33][47]. Возле храма Левкиппид хранился палладий и святилище Одиссея[48].
- Леда.
- Лелег.
- Лигей. По версии, отец Поликасты, дед Пенелопы[49].
- Ликет (или Ликон[50]). Сын Гиппокоонта, убит Гераклом[23].
- Мегапенф (Мегапенф). Сын Менелая и Пиериды[51]. Сын Менелая от рабыни[52][53]. Изображен на троне в Амиклах на одном коне с Никостратом[29].
- Мекионика. Родила от Посейдона Евфема[54]. Дочь Еврота[55].
- Менелай.
- Милет («Мельник»). Царь Лаконики. Сын Лелега, отец Еврота[56]. Первым из людей изобрел мельницы и молол зерно в местечке Алесии[57].
- Мнесилей. Сын Полидевка и Фебы[27]. По Павсанию, Мнасинунт. Его статуя в Аргосе[28] и изображение на троне в Амиклах[29].
- Мнесиноя. Так называли Леду[58].
- Никострат.
- Перибея. Наяда[59], жена Икария, мать Пенелопы и 5 сыновей[60].
- Периер.
- Пиерида (по Акусилаю: Тереида). Рабыня и наложница Менелая[61]. Мать Мегапента[51]. У Гомера её имя не названо.
- Питана. Дочь Еврота. Родила от Посейдона Евадну[62][63].
- Плисфен (Плисфен (сын Атрея)). Согласно Стасину, сын Елены и Менелая, которого она взяла на Кипр[64].
- Полибоя. Сестра Гиакинфа, умершая девушкой. Изображена на троне в Амиклах[65].
- Полидевк.
- Поликаста. По версии, дочь Лигея, жена Икария, мать Пенелопы[49].
- Себр. Сын Гиппокоонта, святилище в Спарте. Местность Себрия[22].
- Скей. Сын Гиппокоонта, убит Гераклом[23]. Кулачный боец. Треножник, посвященный им Аполлону Исмению, показывали в Фивах[66].
- Спарта (Спарта (мифология)). Дочь Еврота. Жена Лакедемона[44][67]. Её изображение в Амиклах[68].
- Таигета.
- Тебр. Сын Гиппокоонта, убит Гераклом[23].
- Тереида. Наложница Менелая (по Акусилаю). См. Пиерида.
- Тиаса. Река в Спарте. Дочь Еврота[69].
- Тиндарей.
- Феба (дочь Левкиппа) (Феба (дочь Левкиппа)). Жена Полидевка[70], похищенная им из Мессении[32]. Или жена Кастора[71]. Была жрицей Афины и невестой Идаса[34]. Статуя в Аргосе вместе с мужем и сыном[28].
- Феба (дочь Тиндарея)[70][72]. Старшая из трех дочерей Тиндарея и Леды[73].
- Ферапна. Дочь Лелега. От неё местечко Ферапны в Спарте[74].
- Филоноя (en:Philonoe). Дочь Тиндарея и Леды. Артемида сделала её бессмертной[75][76]. Её почитают в Лакедемоне[77].
- Эбал.
- Энарофор (Энарефор). Сын Гиппокоонта, убит Гераклом[23]. Либо Энарсфор (Приносящий добычу), святилище в Спарте[22]. По версии, стремился соблазнить Елену, и тогда Тиндарей передал маленькую дочь Тесею[78].
- Энесим (Энисим). Сын Гиппокоонта. Участник Калидонской охоты[25]. Убит вепрем[79].

## Другие персонажи
- Агенор. Сын Арея (не бога), отец Превгена[80].
- Акрий. Согласно поэме «Великие Эои», шестой жених Гипподамии, погибший от руки Эномая. Лакедемонянин, основатель Акрий[81].
- Алкидамант. Лаконец, участник состязаний в кулачном бою[82]. Участник похода против Фив. Убит во время штурма Фив[83].
- Ампик. Предок Патрея, основателя Патр. Сын Пелия, отец Арея[80].
- Антиф. Из Лакедемона. Участник Троянской войны. Убит Еврипилом[84].
- Адреста. Служанка Елены в Спарте[85].
- Алектор. Спартанец. Дочь Алектора, чье имя не названо — невеста Мегапенфа[86].
- Алкиппа. Служанка Елены в Спарте[87].
- Алфий. Воин Менелая, в эпических поэмах не упомянут. Его изображение на картине Полигнота в Дельфах[88].
- Амфиал. Воин Менелая, в эпических поэмах не упомянут. Его изображение на картине Полигнота в Дельфах, в ногах у него некий мальчик[88].
- Арей. Сын Ампика, отец Агенора[80].
- Астианасса. (Astyanassa[англ.]) Служанка Елены. Согласно Фотию, Афродита дала Елене расшитую ленту, чтобы соблазнить Париса, и Астианасса украла её. Согласно словарю Суды, Астианасса первой написала книгу о сексуальных позах.
- Асфалион. Спальник Менелая[89].
- Боэт. Спартанец, отец Этеона[90].
- Гарпал. Внук Амикла (сына Лакедемона), отец Дерета[80].
- Гелий. Младший из сыновей Персея. Основал городок Гелос в Лаконике[91]. Впоследствии жители этого города первыми стали илотами, когда их победил Агис I[92].
- Гиппас. Из Лаконики, отец ахейца Демолеонта[93].
- Дасиллий. Из Амикл, участник индийского похода Диониса. Убит Морреем[94].
- Демолеонт. Сын Гиппаса. Из Лаконики. Участник Троянской войны. Убит Парисом[93].
- Дерет. Сын Гарпала, отец Эгинета[80].
- Европа. Дочь Тития. С Тенара. Родила от Посейдона Евфема у Кефиса[95].
- Евфем.
- Ид. Тенарец. Участник похода против Фив. Убит тигрицами, посланными Дионисом[96].
- Итаймен. Слуга Менелая, в эпических поэмах не упомянут. Его изображение на картине Полигнота в Дельфах[88].
- Кераон. («Смешиватель»). Герой в Лаконии, почитался на пирах в Спарте, его жертвенник стоял на Гиакинфовой дороге (по Полемону и Деметрию Скепсийскому)[97].
- Кинад. Кормчий на корабле Менелая. Его могильный памятник около Асопа в Лаконике[98].
- Кинетий. Спутник Энея, его похоронили на одном из мысов Пелопоннеса, названном Кинетий[99].
- Кнагий. Спартанец. Участвовал в походе на Афидну с Диоскурами, был взят в плен и продан на Крит, был рабом в храме Артемиды и бежал с девушкой-жрицей, захватив изображение богини. Поэтому в Спарте почитают Артемиду Кнагию[100].
- Колон. Герой, указавший дорогу в Спарту Дионису. Храм Диониса Колонатского в Спарте, по указанию из Дельф ему приносят жертвы женщины, называемые Дионисиады и Левкиппида, а 11 Дионисиад устраивают состязания в беге[101].
- Лаонома. Дочь Амфитриона и Алкмены, жена аргонавта Евфема[102].
- Лас. Первым поселился в местности города Лас, был убит Ахиллом, когда тот прибыл свататься за Елену. По Павсанию, его убил Патрокл, так как именно он сватался за Елену[103].
- Маттон. («Жеватель»). Герой в Лаконии, почитался на пирах в Спарте, его жертвенник стоял на Гиакинфовой дороге (по Полемону и Деметрию Скепсийскому)[97].
- Меналк. Лаконец, участник похода против Фив[104].
- Менит. Из Лакедемона. Отец Педиады[105].
- Онетор. Отец Фронтиса, кормчего Менелая[106].
- Панопей. С Тайгета. Участник похода против Фив. Убит при штурме Фив[107].
- Пелий. Сын Эгинета, отец Ампика[80].
- Полит. Воин Менелая, в эпических поэмах не упомянут. Его изображение на картине Полигнота в Дельфах[88].
- Сида. Дочь Даная, её именем назван город Сиды в Лаконике[108].
- Строфий. Воин Менелая, в эпических поэмах не упомянут. Его изображение на картине Полигнота в Дельфах[88].
- Тевфрант. Афинянин[109], впервые поселившийся в области Тевфрона в Лаконике[110].
- Тенар. Герой, чьим именем назван мыс. Памятник в Спарте[111]. Отец Дасиллия из Амикл[94].
- Титий. Отец Европы, возлюбленной Посейдона[95]. Возможно, тождествен Титию из Беотии.
- Феро. (Теро.) Кормилица Ареса. В Спарте есть культ Ареса Ферита[112].
- Фило. Служанка Елены[113].
- Фронтис. Сын Онетора. Кормчий Менелая, убитый Аполлоном и похороненный у Суния[106]. Его изображение на картине Полигнота в Дельфах[114].
- Хромион. Из Лакедемона. Участник Троянской войны. Убит Еврипилом[84].
- Эбал. С Еврота. Участник похода против Фив. Убит во время штурма Фив[107].
- Эгинет. Сын Дерета, отец Пелия[80].
- Эон (сын Ликимния).
- Этеоней. Оруженосец Менелая. Сын Боэта, спальник Менелая[115].
- Этиада. Дочь Энея. Когда Эней бежал в Италию и ветрами был занесен в залив в Лаконике, он основал города Этида и Афродисиада[108].
- Этил. Сын Амфианакта. Основал город Этил в Лаконике[116].
- Эхойакс. Слуга Менелая, в эпических поэмах не упомянут. Его изображение на картине Полигнота в Дельфах[88].

См. также Список имён животных в древнегреческой мифологии

## Кифера
- Амфидамант. Царь Киферы. Был владельцем шлема Одиссея[117].
- Ликофрон. Сын Мастора. С Киферы, спутник Эанта. Убит Гектором[118].
- Мастор. С Киферы, отец Ликофрона[119].
- Кифера. Остров, там найдена надпись, предположительно царя Нарам-Сина (ок.1950 г.)?[120].

## Эпоха Гераклидов
- Анаксандра. Дочь Ферсандра, жена Прокла, спартанского царя. Могила в Спарте[121].
- Бой. Один из Гераклидов. Построил город Бойи в Лаконике, сведя населения из Этиды, Афродисиады и Сиды[108].
- Гекас. Прорицатель, прибыл в Спарту с сыновьями Аристодема. Его потомок Гекас был участником Второй мессенской войны[122].
- Гиппот (сын Филанта).
- Дельф. Один из предводителей тирренцев с Лемноса, переселившихся в Лаконию, а затем с лаконскими женами на Крит[123]. Сам был лакедемонянин[124].
- Еврисфен.
- Карней.
- Кратаид. Один из лакедемонян, руководивших переселением тирренцев из Лаконики на Крит[124].
- Крий. Сын Феокла, прорицатель из Спарты. В его доме был алтарь Карнея. Разведчики дорийцев встретились с его дочерью и, придя в дом Крия, получили указания, как взять Спарту[125]. Нечаянно убит Гиппотом[126].
- Лафрия. Дочь Ферсандра, жена Еврисфена. Её гробница в Спарте[121].
- Пасифая. («Всесияющая»). (Пасифая) Эпитет Селены[127]. Её статуя в храме Ино в Лаконике, близ Этила[128]. Её храм и прорицалище в Таламах. Это либо одна из Атлантид, родившая Зевсу Аммона, либо Кассандра, умершая там и получившая имя Пасифая; согласно историку Филарху, это Дафна, дочь Амикла[129].
- Поллид.
- Пракс. Внук Пергама. Построил в Спарте святилище Ахилла[130].
- Прокл (сын Аристодема).
- Теттик. Критянин, прибыл с флотом на Тенар и основал там город около психопомпейона[131]. Датировка неясна, но ранее Архилоха (7 в. до н. э.).
- Феокл. (Теокл.) Отец прорицателя Крия[125].
- Ферас.
- Филоном. Предал страну дорийцам во время «возвращения Гераклидов». Получил Амиклы[132]. Он стыдился предательства, и Гераклиды разделили землю между собой. Потом он вернулся со своими людьми с Лемноса, и ему отдали землю, он стал царем амиклейцев[133].
- Харит. Лакедемонянин, воздвигший храм Харитам. Датировка неясна.
- Эгеиды. (Эгиды.) Предки или родичи Пиндара[134]. Захватили Амиклы. Из Спарты отплыли на Феру[135]. См. также Филоном.
- Эгей (Aigeus) Сын Эолика[136]. Святилище в Спарте[137]. Его потомок Еврилеонт — участник первой Мессенской войны[138]. По его имени названа фила (то есть фратрия) Эгеидов в Спарте, они воздвигли святилище Эриниям Лаия и Эдипа (Геродот). Родом из Фив, потомок спартов[139].
- Эолик. (Oiolykos) Сын Фераса, отец Эгея. Его святилище в Спарте[137].

См. также Цари Спарты.

## Дополнения
Брачные союзы:
- Гермиона. Дочь Менелая, жена Ореста.
- Евридика. Дочь Лакедемона, жена Акрисия.
- Лаодамия (или Леанира). Дочь Амикла, жена Аркада.
- Меда. Дочь Икария, жена Идоменея.
- Пенелопа. Дочь Икария, жена Одиссея.
- Тимандра. Дочь Тиндарея, жена Эхема.

См. также:
- Авлон (сын Тлесимена). Аркадский герой, святилище в Спарте.
- Автесион (сын Тисамена). Переселился из Беотии к дорянам.
- Агамемнон. По версии, был убит в Спарте.
- Алфемен. По версии, поселился на Родосе спартанец.
- Амазонки. По некоторым, дошли до города Пиррих в Лаконике.
- Амфиарай, Амфилох. Их святилища в Спарте.
- Амфистрат и Крекас. Возницы Диоскуров, заселили Гениохию.
- Аристодем. Погиб в Навпакте или Дельфах.
- Афарей (сын Периера). Надгробие в Спарте.
- Афимбр, Афимбрад и Гидрел. Переселились из Лакедемона в Ионию.
- Ахей (сын Ксуфа). Бежал в Лакедемон, затем отправился в Фессалию.
- Геракл и Аполлон. Вместе построили город Гитион (Лаконика).
- Дафна. По версии, была дочерью Амикла.
- Дриопы. Племя, изгнаны из Арголиды в Лаконику.
- Ификл (сын Амфитриона). Погиб в войне против Лакедемона.
- Каноп. Кормчий Менелая, умер в Египте.
- Кефей (сын Ликурга). Аркадянин, погиб в войне с Лакедемоном.
- Леагр. Бежал из Аргоса в Лакедемон с палладием.
- Неоптолем. Женился на Гермионе.
- Одиссей. Женился на Пенелопе.
- Орест. Лакедемоняне предложили ему царскую власть. Кости перевезены из Тегеи в Спарту.
- Парис. Посетил Спарту.
- Патрей и Превген. Пришли из Лакедемона в Ахайю.
- Периер. По версии, сын Кинорта и отец Эбала.
- Писандр. Из Амикл, участвовал в эолийской колонизации.
- Писистрат (сын Нестора). Посещает Спарту.
- Поликаон (сын Лелега). Пришёл из Лаконики в Мессению.
- Праксандр. Переселился из Лаконики на Кипр.
- Талфибий. Его могила в Спарте.
- Темен (сын Аристомаха). Царь Аргоса, воевал с лакедемонянами.
- Тисамен (сын Ореста). Его кости перевезены в Спарту.
- Хирон. По версии, погиб у Малеи в Лаконике.